# Parlez-vous français?
Parlez-vous français? – utwór hiszpańskiego żeńskiego duetu Baccara napisany przez Rolfa Soję, Franka Dostala i Petera Zentnera i wydany jako singiel promujący drugą płytę studyjną zespołu pt. Light My Fire z 1978 roku.
W 1978 roku utwór reprezentował Luksemburg w 23. Konkursie Piosenki Eurowizji organizowanym w Paryżu. 22 kwietnia został zaprezentowany w finale jako siedemnasty w kolejności i ostatecznie zajął siódme miejsce po zdobyciu 73 punktów, w tym m.in. najwyższych not dwunastu punktów z Włoch, Portugalii i Hiszpanii. 
Oprócz francuskojęzycznej wersji singla, duet nagrał utwór także w języku angielskim oraz po fińsku („Tää me osataan”) przez Mirumaru, zaś własną wersję anglojęzycznego wydania utworu nagrała szwedzka piosenkarka Javiera Muñoz. W 2005 roku swoją interpretację piosenki zaprezentowała także izraelska piosenkarka Dana International, która wystąpiła z utworem podczas koncertu Gratulacje: 50 lat Konkursu Piosenki Eurowizji. 

## Lista utworów
7" winyl
1. „Parlez-vous français?” – 4:25
2. „Amoureux” – 4:29

## Notowania na listach przebojów
| Kraj     | Lista (1978)              | Najwyższe miejsce |
| -------- | ------------------------- | ----------------- |
| Belgia   | Singles Top 50 (Flandria) | 7                 |
| Szwecja  | Singles Top 60            | 8                 |
| Austria  | Singles Top 40            | 18                |
| Niemcy   | Singles Top 100           | 21                |
| Holandia | Singles Top 40            | 30                |